# Discovery Deutschland
Discovery Deutschland GmbH è una società tedesca di proprietà di Warner Bros. Discovery EMEA.

## Storia
L'approdo del gruppo in Germania, portò alla nascita nel 1996 di Discovery Deutschland (con sede in Sternstraße 5 a Monaco di Baviera), attraverso il controllo di Discovery Europe. Il 27 agosto 1996, iniziarono le trasmissioni di Discovery Channel sulla piattaforma satellitare DF1 mentre nel 1999, a seguito della fusione tra DF1 e Première, il canale venne trasmesso su Première World. Nell'aprile 2004, iniziarono le trasmissioni di Animal Planet in collaborazione con Spiegel TV e BBC, sul digitale terrestre e Sky Deutschland mentre il 1º settembre 2006, iniziarono le trasmissioni di DMAX, a seguito dell'acquisto di XXP da parte di Discovery Inc. Il 10 aprile 2014, iniziarono le trasmissioni di TLC sul satellite e IPTV mentre il 22 luglio 2015, i canali Eurosport 1 e 2 entrarono nel bouquet di Discovery Deutschland, dopoché la società madre Discovery Inc., ne acquisì l'intera proprietà. Il 6 giugno 2019, iniziarono le trasmissioni di HGTV in sostituzione di Travel Channel; il quale chiuse il 1º marzo dello stesso anno. Il 3 luglio 2020, la società ha annunciato l'acquisizione di Tele 5 da Leonine. Tuttavia le autorità antitrust, devono ancora approvare la vendita.

## Canali televisivi

### Gratuiti
| Logo           | Nome            | Inizio trasmissioni | Digitale terrestre | IPTV | Satellite Astra | Cavo |
| -------------- | --------------- | ------------------- | ------------------ | ---- | --------------- | ---- |
|                | Tele 5          | 28 aprile 2002      |                    |      |                 |      |
| Tele 5 HD      | 19 ottobre 2011 |                     |                    |      |                 |      |
|                | DMAX            | 1º settembre 2006   |                    |      |                 |      |
| DMAX HD        | 1º maggio 2012  |                     |                    |      |                 |      |
|                | TLC             | 10 aprile 2014      |                    |      |                 |      |
| TLC HD         | 10 aprile 2014  |                     |                    |      |                 |      |
|                | Eurosport 1     | 5 febbraio 1989     |                    |      |                 |      |
| Eurosport 1 HD | 25 luglio 2008  |                     |                    |      |                 |      |
|                | Eurosport 2     | 10 gennaio 2005     |                    |      |                 |      |
| Eurosport 2 HD | 5 agosto 2009   |                     |                    |      |                 |      |
|                | HGTV            | 6 giugno 2019       |                    |      |                 |      |
| HGTV HD        | 6 giugno 2019   |                     |                    |      |                 |      |

### A pagamento
| Logo                 | Nome               | Inizio trasmissioni | Digitale terrestre | IPTV | Sky | Cavo |
| -------------------- | ------------------ | ------------------- | ------------------ | ---- | --- | ---- |
|                      | Discovery Channel  | 27 agosto 1996      |                    |      |     |      |
| Discovery Channel HD | 29 novembre 2012   |                     |                    |      |     |      |
|                      | Animal Planet      | 31 marzo 2004       |                    |      |     |      |
| Animal Planet HD     | 29 novembre 2012   |                     |                    |      |     |      |
|                      | WarnerTV Comedy    | 8 maggio 2012       |                    |      |     |      |
|                      | WarnerTV Comedy HD | 8 maggio 2012       |                    |      |     |      |
|                      | WarnerTV Film      | 4 luglio 2009       |                    |      |     |      |
|                      | WarnerTV Film HD   | 11 ottobre 2010     |                    |      |     |      |
|                      | WarnerTV Serie     | 28 gennaio 2010     |                    |      |     |      |
|                      | WarnerTV Serie HD  | 11 ottobre 2010     |                    |      |     |      |

### Chiusi
| Logo | Nome                 | Inizio trasmissioni | Fine trasmissioni |
| ---- | -------------------- | ------------------- | ----------------- |
|      | Discovery Geschichte | 31 marzo 2005       | 16 maggio 2009    |
|      | Travel Channel       | gennaio 1994        | 1º marzo 2019     |